# 再生 (松山千春のアルバム)
『再生』（さいせい）は、2006年5月31日にリリースされた松山千春初のカバー・アルバム。

## 解説
デビュー30周年企画として発売されたカバーアルバム。「松山が以前から歌いたかった歌のカバー」と「オリジナルアレンジに基づくリテイク」から構成された全20曲が収録されている。
オリジナル・アルバム『現実』と同時発売された。

## 収録曲

### Disc.1 COVER
- 括弧内は、原曲を歌唱した歌手。

| 全編曲: 飛澤宏元。 |                                            |            |            |       |
| #                  | タイトル                                   | 作詞       | 作曲       | 時間  |
| 1.                 | 「どうぞこのまま」(丸山圭子)               | 丸山圭子   | 丸山圭子   | 3:42  |
| 2.                 | 「さよならをするために」(ビリー・バンバン) | 石坂浩二   | 坂田晃一   | 3:40  |
| 3.                 | 「セクシィ」(下田逸郎)                     | 下田逸郎   | 下田逸郎   | 3:19  |
| 4.                 | 「別れのサンバ」(長谷川きよし)             | 長谷川清志 | 長谷川清志 | 2:57  |
| 5.                 | 「妹」(かぐや姫)                           | 喜多條忠   | 南こうせつ | 3:58  |
| 6.                 | 「春夏秋冬」(泉谷しげる)                   | 泉谷しげる | 泉谷しげる | 4:00  |
| 7.                 | 「卒業写真」(荒井由実)                     | 荒井由実   | 荒井由実   | 4:09  |
| 8.                 | 「雨が空から降れば」(小室等)               | 別役実     | 小室等     | 2:29  |
| 9.                 | 「私たちの望むものは」(岡林信康)           | 岡林信康   | 岡林信康   | 5:15  |
| 10.                | 「伝道」(加川良)                           | 加川良     | 加川良     | 3:51  |
| 合計時間:          | 合計時間:                                  | 合計時間:  | 合計時間:  | 37:20 |

### Disc.2 SELF RETAKE
| 全作詞・作曲: 松山千春。 |                            |           |            |                    |      |
| #                        | タイトル                   | 作詞      | 作曲・編曲 | 編曲               | 時間 |
| 1.                       | 「旅立ち」                 | 松山千春  | 松山千春   | 松井忠重・夏目一朗 | 3:01 |
| 2.                       | 「もう一度」               | 松山千春  | 松山千春   | 大原茂人・夏目一朗 | 4:00 |
| 3.                       | 「恋」                     | 松山千春  | 松山千春   | 清須邦義・夏目一朗 | 4:28 |
| 4.                       | 「君のために作った歌」     | 松山千春  | 松山千春   | 青木望・夏目一朗   | 2:50 |
| 5.                       | 「季節の中で」             | 松山千春  | 松山千春   | 清須邦義・夏目一朗 | 3:29 |
| 6.                       | 「人生の空から」           | 松山千春  | 松山千春   | 大原茂人・夏目一朗 | 3:07 |
| 7.                       | 「良生ちゃんとポプラ並木」 | 松山千春  | 松山千春   | 安田裕美・夏目一朗 | 4:45 |
| 8.                       | 「長い夜」                 | 松山千春  | 松山千春   | 大原茂人・夏目一朗 | 4:33 |
| 9.                       | 「銀の雨」                 | 松山千春  | 松山千春   | 松井忠重・夏目一朗 | 3:39 |
| 10.                      | 「大空と大地の中で」       | 松山千春  | 松山千春   | 青木望・夏目一朗   | 3:22 |
| 合計時間:                | 合計時間:                  | 合計時間: | 37:14      |                    |      |